# Curling-Europameisterschaft 2025
Die Curling-Europameisterschaft 2025 der Männer und Frauen (offiziell: Le Gruyère AOP European Curling Championships 2025) findet vom 16. bis 23. November statt. Die C-Division wird vom 26. April bis 1. Mai ausgetragen. Sowohl die Spiele der A- als auch der B-Division finden in Finnland statt. Spielort der A-Gruppe ist Lohja, während die B-Gruppe in Lahti spielt. Die Wettbewerbe der C-Division werden in Östersund, Schweden ausgetragen.

## Medaillengewinner
| Division A | Gold | Silber | Bronze |
| ---------- | ---- | ------ | ------ |
| Männer     |      |        |        |
| Frauen     |      |        |        |

| Division B | Gold | Silber | Bronze |
| ---------- | ---- | ------ | ------ |
| Männer     |      |        |        |
| Frauen     |      |        |        |

| Division C | Gold | Silber | Bronze |
| ---------- | ---- | ------ | ------ |
| Männer     |      |        |        |
| Frauen     |      |        |        |

## Männerturnier

### Division A

#### Teilnehmer
| Dänemark                              | Deutschland                           | Italien                               | Norwegen                              | Österreich                            |
| ------------------------------------- | ------------------------------------- | ------------------------------------- | ------------------------------------- | ------------------------------------- |
| Skip: Third: Second: Lead: Alternate: | Skip: Third: Second: Lead: Alternate: | Skip: Third: Second: Lead: Alternate: | Skip: Third: Second: Lead: Alternate: | Skip: Third: Second: Lead: Alternate: |
| Polen                                 | Schottland                            | Schweden                              | Schweiz                               | Tschechien                            |
| Skip: Third: Second: Lead: Alternate: | Skip: Third: Second: Lead: Alternate: | Skip: Third: Second: Lead: Alternate: | Skip: Third: Second: Lead: Alternate: | Skip: Third: Second: Lead: Alternate: |

### Division B

#### Teilnehmer
| Belgien                               | England                               | Estland                               | Finnland                              |
| ------------------------------------- | ------------------------------------- | ------------------------------------- | ------------------------------------- |
| Skip: Third: Second: Lead: Alternate: | Skip: Third: Second: Lead: Alternate: | Skip: Third: Second: Lead: Alternate: | Skip: Third: Second: Lead: Alternate: |
| Frankreich                            | Irland                                | Israel                                | Lettland                              |
| Skip: Third: Second: Lead: Alternate: | Skip: Third: Second: Lead: Alternate: | Skip: Third: Second: Lead: Alternate: | Skip: Third: Second: Lead: Alternate: |
| Niederlande                           | Slowakei                              | Slowenien                             | Spanien                               |
| Skip: Third: Second: Lead: Alternate: | Skip: Third: Second: Lead: Alternate: | Skip: Third: Second: Lead: Alternate: | Skip: Third: Second: Lead: Alternate: |
| Türkei                                | Ukraine                               | Ungarn                                | Wales                                 |
| Skip: Third: Second: Lead: Alternate: | Skip: Third: Second: Lead: Alternate: | Skip: Third: Second: Lead: Alternate: | Skip: Third: Second: Lead: Alternate: |

### Division C

#### Teilnehmer
| Andorra | Bosnien und Herzegowina                                                                             | Georgien | Kroatien | Lettland                                                                             |
| --- | --------------------------------------------------------------------------------------------------- | --- | --- | ------------------------------------------------------------------------------------ |
| Skip: Josep Garcia Third: Enric Morral Second: César Mialdea Lead: Valentín Ortiz                             | Skip: Mak Dorić Third: Vladan Savić Second: Bojan Malis Lead: Bojan Macar Alternate: Sinisa Karisik | Skip: Gotscha Jeiranaschwili Third: Dawit Minasiani Second: Kacha Kurtanidse Lead: Eduard Kalandadse Alternate: Irakil Chetschuaschwili | Skip: Alberto Skendrović Third: Bojan Gabrić Second: Davor Dzepina Lead: Ivan Kapović Alternate: Zvonimir Lovrić | Skip: Ritvars Gulbis Third: Janis Klive Second: Aivars Avotins Lead: Sandris Buholcs |
| Liechtenstein                                                                                                 | Rumänien                                                                                            | Serbien | Slowenien |                                                                                      |
| Skip: Lukas Matt Third: Peter Prasch Second: Mauro Liesch Lead: Harald Sprenger Alternate: Christian Sprenger | Skip: Allen Coliban Third: Cristian Matau Second: Bogdan Colceriu Lead: Tudor Mihalca               | Skip: Đorđe Nešković Third: Filip Stojanović Second: Goran Ungurović Lead: Viktor Savicević                                             | Skip: Tomas Tisler Third: Jure Culic Second: Frederic Rouge Lead: Gasper Ursic Alternate: Jakob Omerzel          |                                                                                      |

#### Round Robin
| Legende | Legende                         |
| ------- | ------------------------------- |
|         | Qualifiziert für die Finalrunde |

| Nation                  | Skip                   | Siege | Niederlagen | S–N | DSC    |
| ----------------------- | ---------------------- | ----- | ----------- | --- | ------ |
| Slowenien               | Tomas Tisler           | 7     | 1           | 1–0 | 39.02  |
| Lettland                | Ritvars Gulbis         | 7     | 1           | 0–1 | 44.20  |
| Serbien                 | Đorđe Nešković         | 5     | 3           | 1–0 | 159.22 |
| Liechtenstein           | Lukas Matt             | 5     | 3           | 0–1 | 128.19 |
| Andorra                 | Josep Garcia           | 4     | 4           | –   | 137.20 |
| Bosnien und Herzegowina | Mak Dorić              | 3     | 5           | 1–0 | 160.25 |
| Rumänien                | Allen Coliban          | 3     | 5           | 0–1 | 73.69  |
| Kroatien                | Alberto Skendrović     | 2     | 6           | –   | 87.19  |
| Georgien                | Gotscha Jeiranaschwili | 0     | 8           | –   | 181.39 |

| Rang | Nation                  | Andorra | Bosnien und Herzegowina | Kroatien | Georgien | Lettland | Liechtenstein | Rumänien | Serbien | Slowenien | Bilanz |
| ---- | ----------------------- | ------- | ----------------------- | -------- | -------- | -------- | ------------- | -------- | ------- | --------- | ------ |
| 5    | Andorra                 | —       | 7–5                     | 9–4      | 13–0     | 4–8      | 5–6           | 3–7      | 9–3     | 2–10      | 4–4    |
| 6    | Bosnien und Herzegowina | 5–7     | —                       | 6–5      | 11–4     | 2–8      | 7–8           | 8–4      | 7–8     | 2–11      | 3–5    |
| 8    | Kroatien                | 4–9     | 5–6                     | —        | 15–2     | 0–19     | 3–8           | 8–2      | 3–7     | 2–13      | 2–6    |
| 9    | Georgien                | 0–13    | 4–11                    | 2–15     | —        | 0–26     | 6–12          | 1–13     | 2–12    | 1–18      | 0–8    |
| 2    | Lettland                | 8–4     | 8–2                     | 19–0     | 26–0     | —        | 13–2          | 12–2     | 9–3     | 6–8       | 7–1    |
| 4    | Liechtenstein           | 6–5     | 8–7                     | 8–3      | 12–6     | 2–13     | —             | 7–6      | 4–5     | 5–8       | 5–3    |
| 7    | Rumänien                | 7–3     | 4–8                     | 2–8      | 13–1     | 2–12     | 6–7           | —        | 3–5     | 8–3       | 3–5    |
| 3    | Serbien                 | 3–9     | 8–7                     | 7–3      | 12–2     | 3–9      | 5–4           | 5–3      | —       | 2–7       | 5–3    |
| 1    | Slowenien               | 10–2    | 11–2                    | 13–2     | 18–1     | 8–6      | 8–5           | 3–8      | 7–2     | —         | 7–1    |

#### Finalrunde
|  | Halbfinale | Halbfinale    | Halbfinale |                  |  | Finale | Finale        | Finale |
|  |            |               |            |                  |  |        |               |        |
|  |            |               |            |                  |  |        |               |        |
|  | 1          | Slowenien     | 11         |                  |  |        |               |        |
|  | 4          | Liechtenstein | 3          |                  |  | 1      | Slowenien     | 6      |
|  |            |               |            |                  |  | 2      | Lettland      | 10     |
|  |            |               |            |                  |  |        |               |        |
|  |            |               |            | Spiel um Platz 3 |  |        |               |        |
|  | 2          | Lettland      | 12         |                  |  |        |               |        |
|  | 3          | Serbien       | 0          |                  |  | 4      | Liechtenstein | 7      |
|  |            |               |            |                  |  | 3      | Serbien       | 4      |
|  |            |               |            |                  |  |        |               |        |

##### Halbfinale
Donnerstag, 1. Mai, 10:00 Uhr
| Team                 |    | 1 | 2 | 3 | 4 | 5 | 6 | 7 | 8 | Gesamt |
| -------------------- | -- | - | - | - | - | - | - | - | - | ------ |
| Slowenien (Tišler)   | 🔨 | 4 | 0 | 2 | 1 | 4 | 0 | X | X | 11     |
| Liechtenstein (Matt) |    | 0 | 2 | 0 | 0 | 0 | 1 | X | X | 3      |

| Team               |    | 1 | 2 | 3 | 4 | 5 | 6 | 7 | 8 | Gesamt |
| ------------------ | -- | - | - | - | - | - | - | - | - | ------ |
| Lettland (Gulbis)  | 🔨 | 4 | 3 | 1 | 1 | 1 | 2 | X | X | 12     |
| Serbien (Nešković) |    | 0 | 0 | 0 | 0 | 0 | 0 | X | X | 0      |

##### Spiel um Platz 3
Donnerstag, 1. Mai, 15:00 Uhr
| Team                 |    | 1 | 2 | 3 | 4 | 5 | 6 | 7 | 8 | Gesamt |
| -------------------- | -- | - | - | - | - | - | - | - | - | ------ |
| Liechtenstein (Matt) |    | 1 | 0 | 0 | 1 | 1 | 0 | 2 | 2 | 7      |
| Serbien (Nešković)   | 🔨 | 0 | 1 | 2 | 0 | 0 | 1 | 0 | 0 | 4      |

##### Finale
Donnerstag, 1. Mai, 15:00 Uhr
| Team               |    | 1 | 2 | 3 | 4 | 5 | 6 | 7 | 8 | Gesamt |
| ------------------ | -- | - | - | - | - | - | - | - | - | ------ |
| Slowenien (Tišler) |    | 1 | 2 | 0 | 2 | 0 | 1 | 0 | X | 6      |
| Lettland (Gulbis)  | 🔨 | 0 | 0 | 2 | 0 | 4 | 0 | 4 | X | 10     |

#### Abschlussplatzierungen
| Legende | Legende                                             |
| ------- | --------------------------------------------------- |
|         | Aufstieg in die Division B Europameisterschaft 2025 |

| Rang | Nation                  |
| ---- | ----------------------- |
| 1    | Lettland                |
| 2    | Slowenien               |
| 3    | Liechtenstein           |
| 4    | Serbien                 |
| 5    | Andorra                 |
| 6    | Bosnien und Herzegowina |
| 7    | Rumänien                |
| 8    | Kroatien                |
| 9    | Georgien                |

## Frauenturnier

### Division A

#### Teilnehmer
| Dänemark                              | Deutschland                           | Italien                               | Litauen                               | Norwegen                              |
| ------------------------------------- | ------------------------------------- | ------------------------------------- | ------------------------------------- | ------------------------------------- |
| Skip: Third: Second: Lead: Alternate: | Skip: Third: Second: Lead: Alternate: | Skip: Third: Second: Lead: Alternate: | Skip: Third: Second: Lead: Alternate: | Skip: Third: Second: Lead: Alternate: |
| Schottland                            | Schweden                              | Schweiz                               | Tschechien                            | Türkei                                |
| Skip: Third: Second: Lead: Alternate: | Skip: Third: Second: Lead: Alternate: | Skip: Third: Second: Lead: Alternate: | Skip: Third: Second: Lead: Alternate: | Skip: Third: Second: Lead: Alternate: |

### Division B

#### Teilnehmer
| England                               | Estland                               | Israel                                | Lettland                              | Niederlande                           |
| ------------------------------------- | ------------------------------------- | ------------------------------------- | ------------------------------------- | ------------------------------------- |
| Skip: Third: Second: Lead: Alternate: | Skip: Third: Second: Lead: Alternate: | Skip: Third: Second: Lead: Alternate: | Skip: Third: Second: Lead: Alternate: | Skip: Third: Second: Lead: Alternate: |
| Österreich                            | Polen                                 | Slowakei                              | Slowenien                             | Ungarn                                |
| Skip: Third: Second: Lead: Alternate: | Skip: Third: Second: Lead: Alternate: | Skip: Third: Second: Lead: Alternate: | Skip: Third: Second: Lead: Alternate: | Skip: Third: Second: Lead: Alternate: |

### Division C

#### Teilnehmer
| Belgien | Finnland | Israel | Luxemburg |
| --- | --- | --- | --- |
| Fourth: Danielle Berus Third: Mirte Michiels Skip: Kim Catteceur Lead: Elisabeth Rossie Alternate: Valerie Ziegler      | Skip: Jenni Backman Third: Susanna Santti Second: Valentina Lemettinen Lead: Emilia Nordström Alternate: Elina Virtäla | Skip: Elana Sone Third: Andrea Stark Second: Helen Pokras Lead: Ada Neznamov Alternate: Elena Solodkaya     | Skip: Virginie Hansen Third: Shiori Kuboki Second: Betty Spurgeon Lead: Maja Bjerg-Petersen Alternate: Carole Remesch |
| Slowakei | Spanien | Ukraine | |
| Skip: Gabriela Kajanová Third: Silvia Sýkorová Second: Daniela Matulová Lead: Linda Haferová Alternate: Greta Kapolková | Skip: Leyre Viela Third: Elena Viela Second: Nerea Viela Lead: Izaro de Ocariz Alternate: Olga Khromchenkova           | Skip: Jaroslawa Kalinitschenko Third: Diana Moskalenko Second: Oleksandra Kononenko Lead: Anastassija Mosol | |

#### Round Robin
| Legende | Legende                         |
| ------- | ------------------------------- |
|         | Qualifiziert für die Finalrunde |

| Nation    | Skip                     | Siege | Niederlagen | S–N | DSC    |
| --------- | ------------------------ | ----- | ----------- | --- | ------ |
| Ukraine   | Jaroslawa Kalinitschenko | 5     | 1           | 1–0 | 98.71  |
| Slowakei  | Gabriela Kajanová        | 5     | 1           | 0–1 | 102.86 |
| Spanien   | Leyre Viela              | 4     | 2           | 1–0 | 71.57  |
| Israel    | Elana Sone               | 4     | 2           | 0–1 | 78.35  |
| Finnland  | Jenni Backman            | 2     | 4           | –   | 61.99  |
| Belgien   | Kim Catteceur            | 1     | 5           | –   | 70.43  |
| Luxemburg | Virginie Hansen          | 0     | 6           | –   | 112.06 |

| Rang | Nation    | Belgien | Finnland | Israel | Luxemburg | Slowakei | Spanien | Ukraine | Bilanz |
| ---- | --------- | ------- | -------- | ------ | --------- | -------- | ------- | ------- | ------ |
| 6    | Belgien   | —       | 3–10     | 3–6    | 7–5       | 1–5      | 6–7     | 4–12    | 1–5    |
| 5    | Finnland  | 10–3    | —        | 3–8    | 8–1       | 7–10     | 4–7     | 2–6     | 2–4    |
| 4    | Israel    | 6–3     | 8–3      | —      | 7–5       | 5–8      | 4–6     | 9–3     | 4–2    |
| 7    | Luxemburg | 5–7     | 1–8      | 5–7    | —         | 3–9      | 0–14    | 3–10    | 0–6    |
| 2    | Slowakei  | 5–1     | 10–7     | 8–5    | 9–3       | —        | 7–4     | 3–5     | 5–1    |
| 3    | Spanien   | 7–6     | 7–4      | 6–4    | 14–0      | 4–7      | —       | 2–9     | 4–2    |
| 1    | Ukraine   | 12–4    | 6–2      | 3–9    | 10–3      | 5–3      | 9–2     | —       | 5–1    |

#### Finalrunde
|  | Halbfinale | Halbfinale | Halbfinale |                  |  | Finale | Finale   | Finale |
|  |            |            |            |                  |  |        |          |        |
|  |            |            |            |                  |  |        |          |        |
|  | 1          | Ukraine    | 4          |                  |  |        |          |        |
|  | 4          | Israel     | 7          |                  |  | 4      | Israel   | 2      |
|  |            |            |            |                  |  | 2      | Slowakei | 9      |
|  |            |            |            |                  |  |        |          |        |
|  |            |            |            | Spiel um Platz 3 |  |        |          |        |
|  | 2          | Slowakei   | 6          |                  |  |        |          |        |
|  | 3          | Spanien    | 5          |                  |  | 1      | Ukraine  | 3      |
|  |            |            |            |                  |  | 3      | Spanien  | 7      |
|  |            |            |            |                  |  |        |          |        |

##### Halbfinale
Donnerstag, 1. Mai, 10:00 Uhr
| Team                |    | 1 | 2 | 3 | 4 | 5 | 6 | 7 | 8 | Gesamt |
| ------------------- | -- | - | - | - | - | - | - | - | - | ------ |
| Slowakei (Kajanová) | 🔨 | 0 | 2 | 2 | 0 | 0 | 0 | 1 | 1 | 6      |
| Spanien (Viela)     |    | 0 | 0 | 0 | 1 | 3 | 1 | 0 | 0 | 5      |

| Team                     |    | 1 | 2 | 3 | 4 | 5 | 6 | 7 | 8 | Gesamt |
| ------------------------ | -- | - | - | - | - | - | - | - | - | ------ |
| Ukraine (Kalinitschenko) | 🔨 | 0 | 0 | 0 | 1 | 1 | 1 | 0 | 1 | 4      |
| Israel (Sone)            |    | 1 | 2 | 2 | 0 | 0 | 0 | 2 | 0 | 7      |

##### Spiel um Bronze
Donnerstag, 1. Mai, 15:00 Uhr
| Team                     |    | 1 | 2 | 3 | 4 | 5 | 6 | 7 | 8 | Gesamt |
| ------------------------ | -- | - | - | - | - | - | - | - | - | ------ |
| Ukraine (Kalinitschenko) | 🔨 | 0 | 0 | 1 | 1 | 0 | 0 | 1 | X | 3      |
| Spanien (Viela)          |    | 3 | 1 | 0 | 0 | 1 | 2 | 0 | X | 7      |

##### Finale
Donnerstag, 1. Mai, 15:00 Uhr
| Team                |    | 1 | 2 | 3 | 4 | 5 | 6 | 7 | 8 | Gesamt |
| ------------------- | -- | - | - | - | - | - | - | - | - | ------ |
| Slowakei (Kajanová) | 🔨 | 2 | 2 | 0 | 0 | 2 | 0 | 3 | X | 9      |
| Israel (Sone)       |    | 0 | 0 | 0 | 1 | 0 | 1 | 0 | X | 2      |

#### Abschlussplatzierungen
| Legende | Legende                                             |
| ------- | --------------------------------------------------- |
|         | Aufstieg in die Division B Europameisterschaft 2025 |

| Rang | Nation    |
| ---- | --------- |
| 1    | Slowakei  |
| 2    | Israel    |
| 3    | Spanien   |
| 4    | Ukraine   |
| 5    | Finnland  |
| 6    | Belgien   |
| 7    | Luxemburg |